# 상숙
상숙(殤叔)은 중국 주대 제후국 진나라의 제10대 임금이다. 이름은 전래문헌에는 기록이 없고, 북조촌 진후 묘지의 유적에 따라 가보(家父)로 추정한다.

## 생애
형 진 목후(穆侯) 사후, 스스로 진후가 되자, 형의 아들인 태자 구(仇)가 달아났다.
상숙 3년(기원전 782년)에 서주 선왕이 죽었다.
4년(기원전 781년), 태자 구와 그가 이끄는 무리의 기습을 받아 살해됐고, 태자 구가 즉위했다(진 문후).
진후 소 편종에서 나타나는 연대 모순을 해결하기 위해 상숙의 재위 연간이 실제로는 문후 1 ~ 4년(기원전 780년 ~ 기원전 777년)인 것으로 보는 견해도 있다.
북조촌 진후 묘지 중, 발굴 보고서에서 진 문후의 묘로 추정된 묘를 학자들은 상숙의 묘로 여긴다. 보고서에서는 이 묘에서 방대한 부장품이 출토되었기 때문에 진후의 묘로 보고 서주 말 ~ 춘추 초기로 추정되므로 그렇게 여기는데, 출토된 청동기에 “진숙 가보(晉叔家父)”의 이름이 있고, 출토된 목탄과 말 뼈의 방사성 연대 측정 연대가 문후보다는 도리어 상숙 시기에 맞고, 배우자 묘가 매우 초라하므로 비정통 군주(곧 상숙)의 배우자로 여기기 때문이다.